# Voisin
Cet article concerne les relations de voisinage. Pour la notion de voisinage en mathématiques, voir Voisinage (mathématiques). Pour les autres significations, voir Voisin (homonymie).
Des voisins sont, dans la vie quotidienne, des personnes dont les lieux d'habitation sont géographiquement proches les uns des autres. L'ensemble de ces lieux d'habitation est appelé voisinage.
Un voisin peut aussi signifier la présence d’une personne à côté d’une autre, par exemple un voisin de classe.

## Évolution de la dimension du voisinage
Dans une société où les villes grandissent et où l'on déménage plus souvent et plus loin, la notion de voisinage et de « territoires du Moi » changent. Par rapport aux anciens villages où les conflits de voisinage pouvaient durer longtemps, le voisin est souvent aujourd'hui plus anonyme, voire inconnu.